# Variété de conservation
Dans l'Union européenne, les variétés de conservation sont des variétés de plantes cultivées traditionnellement dans certaines localités ou régions (race primitive ou variété de pays) admises par dérogation aux catalogues officiels des variétés des espèces agricoles des différents États membres bien qu'elles ne remplissent pas les conditions requises pour les variétés commerciales. Il peut s'agir aussi bien de variétés d'espèces agricoles de grande culture et de pomme de terre que de variétés de plantes potagères.
Les conditions d'admission de ces variétés sont définies par les directives de la Commission 2008/62/CE du 20 juin 2008 et 2009/145/CE du 26 novembre 2009.
Ces dispositions ont pour but de contribuer à la préservation des ressources phytogénétiques et de lutter contre l'érosion génétique, et notamment de l'érosion de la biodiversité agricole. Elles font suite à l'adhésion de l'Union européenne au Traité international sur les ressources phytogénétiques pour l'alimentation et l'agriculture adopté par la Décision du Conseil du 24 février 2004.
Elles autorisent la commercialisation légale de ces variétés, dans certaines limites. 
L'expression « variété de conservation » est parfois employée par ailleurs pour désigner des variétés de légumes, notamment à tubercules (pomme de terre) ou à bulbes (ail, oignon), particulièrement adaptées à une longue conservation après la récolte.

## Développement
L'Union européenne ne devient membre de la FAO qu'en 1991 (l'Union n'avait donc pas pu signer auparavant l' International Agreement on Phytogenetic Resources que la FAO avait adopté dès 1983) .
À la suite de la signature en 1992, de la Convention des Nations unies sur la diversité biologique est adopté le plan d’action mondial pour la conservation et l’utilisation durable des ressources phytogénétiques pour l’agriculture et l’alimentation lors de la Conférence de Leipzig en 1996.
En 1998, une proposition de loi européenne portée par une directive (98/95/CE) annonce en préambule l'intérêt des variétés locales, des « landraces » et introduit le terme de « variété de conservation ». Cette directive vient amender la réglementation sur les semences qui exige que toutes les variétés de plantes cultivées soient enregistrées. Or, les critères agronomiques imposés par le catalogue, mais aussi les coûts d'inscriptions sont tels que certaines variétés en sont exclues (les variétés non-inscrites sont interdites de commercialisation, mais aussi d'échange gratuit).
La directive 98/95 - qui précise par ailleurs les conditions d'inscription au catalogue standard des variétés génétiquement modifiées- propose un cadre pour établir « des conditions particulières à la mise sur le marché des semences et du matériel de propagation d’espèces végétales cultivées en relation avec la conservation in situ et l’utilisation durable des ressources génétiques des plantes, à travers la culture et la commercialisation. »
Dans ses attendus la directive considère : 

« ... qu’il est essentiel d’assurer la conservation des ressources génétiques des plantes ; qu’il convient d’établir une base juridique à cet effet, qui, dans le cadre de la législation sur la commercialisation
des semences, permette, par une utilisation in situ, la conservation des variétés menacées d’érosion
génétique ... »

 et prévoyait (art. 35) la possibilité de prévoir des conditions particulières permettant : 

« la commercialisation de semences :

a) de races primitives et de variétés qui sont traditionnellement cultivées dans des localités et
régions particulières et qui sont menacées d’érosion génétique, ...

b) de variétés sans valeur intrinsèque pour une production végétale commerciale mais mises au point pour être cultivées dans des conditions particulières. »

Le texte de la directive 98/95, court, se prête à des interprétations multiples qui laissent prise à autant de négociations : il ne donnera lieu à aucune application réelle avant l'adoption de la directive 2008/62/CE.
Le 27 mars 2001 le plan d'action de la commission européenne pour la biodiversité dans l'agriculture( European Commission Action Plan for biodiversity in agriculture) souligne l'intérêt de la conservation in situ de variétés anciennes et signale l'impact négatif de la législation en vigueur. En son alinéa N° 83 ce plan fait remarquer que la possibilité offerte par la directive 98/95/CE n'a pas encore été exploitée ( Cette carence se maintiendra : en février 2009 aucune variété de conservation n'est encore été enregistrée). 
Fin 2002 le gouvernement français demande à la Commission Européenne de prendre une nouvelle directive définissant avec plus de précision les conditions d’application des mesures propres aux « variétés de conservations ».
En novembre 2002, la commission européenne fournit un « document de travail pour la mise en œuvre de la Directive 98/95/CE » concernant « la commercialisation des semences et des plants en rapport avec la conservation in situ des ressources génétiques ».
En 2007, l'Italie traduit la directive 98/95 en sa législation nationale - elle est le premier pays à le faire- par la loi N° 47.
Le 20 mars 2008, anticipant la publication des directives européennes, l’Italie publie un décret sur les variétés de conservation.
Le 20 juin 2008, la Directive 2008/62/CE issue de ce travail introduit des dispositions pour les grandes cultures . Le terme de « landraces » est diversement traduit : si dans la plupart des pays, le terme est traduit par « variétés locales » ou « variétés de pays », en France il est rendu par « races primitives » et en Italie par « écotypes ». Cette directive ne fait que tracer des lignes directrices pour les espèces de grande culture : les dispositions concernant les espèces potagères, les mélanges fourragers et les boutures font alors encore l'objet de négociation au sein du Comité permanent des semences (Permanent Seed Committee)à Bruxelles.
En France, l’arrêté du 16 décembre 2008 détaille les espèces concernées par le registre « variétés de conservation » . En janvier 2009 la France adapte la directive 2008/62 par deux règlements. Dans un communiqué du 9 janvier, le ministre de l’Agriculture déclare soutenir « les organismes et associations qui souscrivent à ce nouveau dispositif, par la prise en charge des frais liés à l’inscription des premières variétés.»
Le 29 septembre 2009, sur la base des travaux préliminaires confiés à un bureau d'étude privé, la Commission Européenne propose  un plan d’action visant à évaluer l’impact d'une réforme des réglementations de commercialisation des semences et plantes. Ce plan ne dit pas un mot des semences de fermes, de semences paysannes, ni de la conservation des ressources phytogénétiques.
Le 29 octobre 2009 le gouvernement wallon prend un arrêté introduisant certaines dérogations pour l'admission des races primitives et variétés agricoles naturellement adaptées aux conditions locales et régionales et menacées d'érosion génétique, et pour la commercialisation de semences et de plants de pommes de terre de ces races primitives et variétés.
La directive européenne 2009/145 publiée le 26 novembre 2009 concerne les variétés d’espèces potagères introduit « certaines dérogations pour l’admission des races primitives et variétés de légumes traditionnellement cultivées dans des localités et régions spécifiques et menacées d’érosion génétique, et des variétés de légumes sans valeur intrinsèque pour la production commerciale mais créées en vue de répondre à des conditions de culture particulières, ainsi que pour la commercialisation de semences de ces races primitives et variétés ».
Pour la France, le 20 décembre 2010 le ministre de l'Agriculture signe un arrêté ouvrant une liste de variétés de conservation et une liste de variétés sans valeur intrinsèque pour la production commerciale et destinées à des conditions de culture particulières au Catalogue des espèces et variétés de plantes cultivées en France (potagères) et modifiant un règlement technique d'inscription pour ce catalogue.